# HD 104985
Tonatiuh eller HD 104985 är en ensam stjärna i den norra delen av stjärnbilden Giraffen. Den har en skenbar magnitud av ca 5,78 och är svagt synlig för blotta ögat där ljusföroreningar ej förekommer. Baserat på parallax enligt Gaia Data Release 2 på ca 9,9 mas, beräknas den befinna sig på ett avstånd på ca 329 ljusår (ca 101 parsek) från solen. Den rör sig närmare solen med en heliocentrisk radialhastighet på ca -20 km/s.

## Nomenklatur
HD 104985 fick på förslag från Mexiko namnet Tonatiuh i NameExoWorlds-kampanjen som 2014 anordnades av International Astronomical Union. Tonatiuh står för namnet på aztekernas solgud. I december 2015 tilldelade IAU namnet Meztli till exoplaneten HD 104985 b. "Meztli" var den aztekiska månens gudinna.

## Egenskaper
HD 104985 är gul till vit jättestjärna av spektralklass G8.5 IIIb, som har förbrukat förrådet av väte i dess kärna och utvecklats bort från huvudserien. Den befinner sig i röda klumpen i HR-diagrammet, vilket betyder att den ligger på den horisontella jättegrenen och genererar energi genom kärnfusion av helium i dess kärna. Den har en massa som är ca 1,2 solmassor, en radie som är ca 11 solradier och har ca 51 gånger solens utstrålning av energi från dess fotosfär vid en effektiv temperatur av ca 4 700 K.

## Planetsystem
År 2003 ledde mätningar av radiell hastighet, gjorda av Okayama Planet Search Program, till tillkännagivandet av en exoplanetär följeslagare. De kretsar kring stjärnan på en distans av 0,95 AE (142 Gm) med en omloppsperiod av 199,5 dygn och med en excentricitet av 0,09. Eftersom lutningen på exoplanetens omloppsplan är okänd kan endast en lägre gräns på dess massa bestämmas. Den har minst 8,3 gånger Jupiters massa.
| Planet | Massa    | Halv storaxel (AE) | Siderisk omloppstid (d) | Excentricitet | Inklination | Radie |
| ------ | -------- | ------------------ | ----------------------- | ------------- | ----------- | ----- |
| b      | ≥ 8,3 MJ | 0,95               | 199,505 ± 0,085         | 0,090 ± 0,009 | -           | -     |